# Listrognathus rugifrons
Listrognathus rugifrons là một loài tò vò trong họ Ichneumonidae.